# Sklené Teplice
Sklené Teplice (allemand : Glashütten, hongrois : Szklenófürdő) est un village de Slovaquie situé dans la région de Banská Bystrica.

## Histoire
La première mention écrite du village date de 1340.

## Démographie

### Évolution de la population
| Année:               | 1994. | 2004.   | 2014.   | 2024.    |
| -------------------- | ----- | ------- | ------- | -------- |
| Nombre de personnes: | 448   | 435     | 412     | 368      |
| Différence:          |       | -2,90 % | -5,28 % | -10,67 % |

| Année:               | 2023. | 2024.   |
| -------------------- | ----- | ------- |
| Nombre de personnes: | 376   | 368     |
| Différence:          |       | -2,12 % |